# 1617
Năm 1617 (số La Mã: MDCXVII) là một năm thường bắt đầu vào ngày Chủ nhật trong lịch Gregory (hoặc một năm thường bắt đầu vào thứ Tư trong lịch Julius chậm hơn 10 ngày).

## Mất
- Pocahontas, cô gái da đỏ